# Nontron
Nontron è un comune francese di 3 588 abitanti situato nel dipartimento della Dordogna nella regione della Nuova Aquitania, sede di sottoprefettura.
È località di rinvenimento mineralogica. La nontronite è stata identificata qui dal mineralogista francese Pierre Berthier (3 luglio 1782 – 24 agosto 1861).

## Società

### Evoluzione demografica
Abitanti censiti